# 조영석
조영석(趙榮祏, 1686년(숙종 12년)~1761년(영조 37년))는 조선시대 후기의 화가, 시인, 서예가이다. 자는 종보(宗甫), 호는 관아재(觀我齋), 석계산인(石溪山人), 본관은 함안(咸安)이다.

## 생애
1713년(숙종 39년) 진사시(進士試)에 합격하여 벼슬은 도정(都正)에 이르렀다. 산수와 인물에 뛰어나서 정선, 심사정(沈師正)과 함께 삼재(三齋)로 일컬어졌다. 또 시와 서예에도 능하여 그림과 함께 삼절(三絶)이라 불리었다. 화적(畵蹟)으로는 덕수궁 미술관 소장의 <봉창취우도(蓬窓驟雨圖)>, <송하기거도(松下箕踞圖)>, 국립중앙박물관 소장의 <출범도(出帆圖)> 및 개인 소장의 <숙조도(宿鳥圖)>, <산수도(山水圖)> 등이 있다.

## 참고 문헌
- 이 문서에는 다음커뮤니케이션(현 카카오)에서 GFDL 또는 CC-SA 라이선스로 배포한 글로벌 세계대백과사전의 내용을 기초로 작성된 글이 포함되어 있습니다.